# Shlomo Argov
Shlomo Argov (in ebraico שלמה ארגוב‎?; Gerusalemme, 14 dicembre 1929 – Gerusalemme, 23 febbraio 2003) è stato un diplomatico israeliano, ambasciatore israeliano nel Regno Unito il cui tentato omicidio portò alla guerra del Libano del 1982.

## Vita e formazione
Argov nacque a Gerusalemme nel 1929 da una famiglia che viveva a Gerusalemme da 7 generazioni. Da adolescente, si unì al Palmach, la forza d'élite dell'Haganah. Durante la guerra civile del 1947-1948 nella Palestina mandataria, fu ferito nella battaglia di Safed. Quando Israele fu fondato e scoppiò la guerra arabo-israeliana del 1948, Argov si unì alle Forze di Difesa israeliane (IDF).
Nel 1950 completò il servizio militare e si trasferì negli Stati Uniti per studiare, ricevendo un Bachelor of Science presso la School of Foreign Service della Georgetown University nel 1952. Durante gli studi, lavorò part-time presso l'ambasciata israeliana, dove incontrò la sua futura moglie Hava. Successivamente, andò a studiare nel Regno Unito e vi conseguì un Master in relazioni internazionali presso la London School of Economics nel 1955.

## Carriera
Argov tornò poi in Israele, dove trascorse diversi anni lavorando nell'ufficio del Primo Ministro David Ben-Gurion.
Nel 1959, Argov si unì al ministero degli affari esteri israeliano e fu nominato console generale a Lagos, in Nigeria (nel 1960 era ambasciatore), e fu successivamente trasferito all'ambasciata israeliana in Ghana. Nel 1962 prestò servizio presso il consolato israeliano a New York. Nel 1965 divenne vicedirettore dell'American Desk presso il ministero degli esteri e nel 1968 fu assegnato all'ambasciata israeliana a Washington. Dal 1971 al 1974 servì come ambasciatore in Messico e al suo ritorno fu nominato vicedirettore generale per l'informazione del ministero degli esteri a Gerusalemme. Nel 1977 fu nominato ambasciatore nei Paesi Bassi e vi prestò servizio fino al 1979.
Nel settembre 1979 è stato nominato ambasciatore nel Regno Unito dal primo ministro Menachem Begin. Durante i suoi tre anni come ambasciatore, "propose con forza e in modo articolato la causa di Israele a un Ministero degli Esteri e ai media generalmente ostili". Era molto ammirato dagli ebrei britannici e spesso visitava le comunità ebraiche.

## Vita privata
Argov ebbe 3 figli con sua moglie Hava: il figlio Gedeone e le figlie Yehudit ed Edna. Hava morì nel maggio 2002.

## Tentato assassinio
Il 3 giugno 1982, 3 uomini, Hussein Ghassan Said, Marwan al-Banna e Nawaf al-Rosan si avvicinarono ad Argov mentre saliva in macchina dopo un banchetto al Dorchester Hotel, a Park Lane, a Londra. C'è un altro rapporto che indica il numero di uomini in 4. Armato con una mitragliatrice WZ63, Hussein Ghassan Said sparò ad Argov alla testa. Argov fu gravemente ferito e ricoverato d'urgenza all'ospedale nazionale di neurologia e neurochirurgia, dove venne trasferito in un'unità specialistica e sottoposto a un intervento chirurgico al cervello d'urgenza. Rimase in coma per 3 mesi.
I tentati assassini erano membri dell'organizzazione di Abu Nidal, un gruppo scissionista palestinese ostile all'OLP. L'attacco era stato ordinato dal servizio di intelligence iracheno. Dopo l'attacco, gli assassini si recarono all'ambasciata irachena a Londra, dove depositarono l'arma.
Al-Banna era il cugino di Abu Nidal, Said era un giordano, e Al-Rosan un colonnello dell'intelligence irachena. L'uomo armato, Said, fu colpito dalla guardia del corpo di Argov, riportò gravi ferite alla testa e, come Argov, sopravvisse. I due assassini illesi fuggirono dalla scena ma vennero arrestati poco dopo in un appartamento di Londra. Sembrava che stessero pianificando di uccidere Nabil Ramlawi, il rappresentante dell'OLP a Londra.
Gli aggressori vennero condannati a pene detentive da 30 a 35 anni. Successivamente due si ammalarono di mente e furono trasferiti in ospedali di massima sicurezza nel Regno Unito. C'era qualche speculazione in Israele all'epoca che i servizi di sicurezza britannici fossero a conoscenza del complotto. Lord Alton di Liverpool non riuscì a convincere il governo a commentare tale speculazione quando sollevò la questione alla Camera dei Lord.
L'attentato alla vita di Argov innescò la decisione israeliana di invadere il Libano due giorni dopo per sbaragliare le basi della guerriglia palestinese. Ciò era inteso dalle autorità irachene, che calcolavano che una guerra israeliana in Libano sarebbe stata dannosa per il governo ba'athista rivale in Siria, indipendentemente dal fatto che la Siria fosse intervenuta a favore dei palestinesi o meno. Israele invase il Libano il 6 giugno. La guerra vide l'espulsione dell'OLP dal Libano, sebbene gli aspiranti assassini non fossero membri dell'OLP e il loro leader, Abu Nidal, fosse stato persino condannato a morte in contumacia da un tribunale dell'OLP.

## Ultimi anni
Dopo essere stato in coma per 3 mesi, Argov riprese conoscenza e venne riportato in Israele. Lì, fu collocato nel reparto di riabilitazione dell'ospedale Hadassah di Gerusalemme come paziente permanente. Sebbene non potesse muoversi, rimase lucido e si fece leggere i titoli dei giornali per 15 minuti alla volta. Divenne devastato quando si rese conto della piena portata della sua condizione. Dopo circa 3 anni, non fu mai completamente cosciente e alla fine divenne cieco.
Argov era profondamente addolorato che l'attacco su di lui avesse provocato la guerra del Libano. Nel 1983 dettò ad un amico la seguente dichiarazione dal suo letto all'Hadassah Hospital. La dichiarazione è stata poi trasmessa al quotidiano Haaretz: "Se chi ha progettato la guerra avesse previsto anche la portata dell'avventura, avrebbe risparmiato la vita a centinaia dei nostri figli migliori... Non portarono salvezza... Israele dovrebbe entrare in guerra solo quando non ci sono alternative. I nostri soldati non dovrebbero mai andare in guerra a meno che non sia vitale per la sopravvivenza. Siamo stanchi delle guerre. La nazione vuole la pace."

## Morte
Argov morì all'ospedale Hadassah nel 2003 all'età di 73 anni per le ferite inflitte nell'attacco. Era paralizzato e ricoverato in ospedale da 21 anni.